# Butterfly – Alle meine Farben
Butterfly – Alle meine Farben (Originaltitel Butterfly) ist eine britische Miniserie, die am 14. Oktober 2018 auf dem Sender ITV ihre Premiere feierte. In ihr geht es um die 11-jährige Maxine, die realisiert, dass sie trans ist. Aus diesem Grund will sie eine geschlechtsangleichende Maßnahme beginnen, bevor sie in die Pubertät kommt. Die Serie schildert den Umgang ihres privaten und schulischen Umfelds sowie der Behörden mit ihrem Wunsch.
Die Idee zur Serie stammt von dem Dramatiker Tony Marchant, der bereits in der Vergangenheit Gender-Themen in seinen Werken behandelte. Die deutschen Ausstrahlungsrechte der Produktion liegen bei RTL Passion, wo die Serie seit dem 21. Januar 2020 zu sehen ist.

## Handlung
Die junge Maxine ist trans und wollte schon mit fünf Jahren als Mädchen auftreten. Ihre Mutter Vicky ließ sie zwar zuhause feminine Kleidung tragen, verbot ihr dies aber in der Öffentlichkeit, während ihr Vater Stephen von der Familie getrennt lebt, als er einmal während eines Wutanfalls Maxine ohrfeigte, weil sie sich in seinen Augen zu feminin benahm. Im Alter von elf Jahren leidet Maxine unter einer Geschlechtsidentitätsstörung und entwickelt deswegen selbstverletzendes Verhalten. Maxine möchte mit einer geschlechtsangleichenden Maßnahme beginnen, bevor sie in die Pubertät kommt und sich ihr Körper in den eines jungen Mannes entwickelt. Während ihre Mutter Vicky und ihre Schwester Lily Maxine vollkommen unterstützen, stehen Stephen, ihre Großmutter Barbara und ihr Großvater Peter ihrem Vorhaben zunächst skeptisch gegenüber. Die Serie fokussiert sich nicht nur auf die langsam wachsende Akzeptanz ihrer Familienmitglieder, sondern auch auf Vorurteile, die Maxine sowohl in der Schule als auch im Alltag begegnen, als auch auf behördliche Hürden, die sie überwinden muss, bevor sie mit der Maßnahme anfangen kann.

## Produktion
Die Idee zur Serie stammt von dem britischen Dramatiker und Drehbuchautor Tony Marchant, der bereits im Jahr 1996 das Drehbuch für den Film Der kleine Unterschied verfasste, in dem die Hauptfigur ebenfalls trans ist. Laut Marchant hätte ihn die „Erkundung von (genderqueeren) Geschlechtsidentitäten“ immer schon angesprochen. Für die Serie beriet er sich mit Susie Green, der Leiterin der britischen Organisation Mermaids, die sich für minderjährige trans Personen einsetzt. Zudem weist die Hauptfigur auch Ähnlichkeiten mit Greens Tochter Jackie auf, die mit 16 Jahren als bisher jüngste Person in Großbritannien eine geschlechtsangleichende Operation erhielt.
Marchant beriet sich beim Schreiben des Drehbuchs unter anderem mit Familien, die von Mermaids unterstützt werden. Laut Marchant wollte er mit der Serie zwei Mythen über minderjährige trans Personen „zerstören“. Diese seien die Identifizierung als trans, um als „modisch“ zu gelten, und der vermeintlich einfache Zugang zu GnRH-Analoga, die für die geschlechtsangleichende Maßnahme wichtig sind.
Die Dreharbeiten begannen im Januar 2018 und dauerten ungefähr zwei Monate. Eigentlich sollte die Hauptrolle mit einer trans Darstellerin besetzt werden, allerdings riet Green hiervon ab, da eine derartige Rolle für eine entsprechende Darstellerin „wahrhaft schwierig und schmerzhaft“ sei, zudem sei es besser, wenn minderjährige trans Personen anonym blieben. Aus diesem Grund wurde schließlich der Kinderdarsteller Callum Booth-Ford für die Hauptrolle engagiert, der cisgender ist. Die Rollen der Eltern wurden mit Anna Friel und Emmett J. Scanlan besetzt, die ebenfalls zur Vorbereitung mit Familien von trans Kindern sprachen.

## Besetzung
Die Synchronisation der Serie wurde bei der Taunusfilm nach einem Dialogbuch und unter der Dialogregie von Heike Kospach erstellt.
| Rolle           | Darsteller         | Synchronsprecher    |
| --------------- | ------------------ | ------------------- |
| Maxine Duffy    | Callum Booth-Ford  | Arthur Wolfgang Mai |
| Vicky Duffy     | Anna Friel         | Manja Doering       |
| Stephen Duffy   | Emmett J. Scanlan  | Bastian Sierich     |
| Lily Duffy      | Millie Gibson      | Johanna Schmoll     |
| Barbara Pannell | Alison Steadman    | Traudel Sperber     |
| Paula           | Lorraine Burroughs | Marie-Isabel Walke  |
| Gemma           | Amy Huberman       | Esra Vural          |
| Peter Duffy     | Seán McGinley      | Michael Tietz       |
| Molly           | Lola Ogunyemi      | Lina Rabea Mohr     |

## Episodenliste
| Nr. | Deutscher Titel | Originaltitel | Erstausstrahlung UK | Deutschsprachige Erstausstrahlung (D) | Regie         | Drehbuch      |
| --- | --------------- | ------------- | ------------------- | ------------------------------------- | ------------- | ------------- |
| 1 | Folge 1         | Episode 1     | 14. Okt. 2018       | 21. Jan. 2020                         | Anthony Byrne | Tony Marchant |
| Stephen Duffy, der von seiner Ehefrau Vicky getrennt lebt, verbringt das Wochenende mit ihren gemeinsamen Kindern Max und Lily sowie seiner neuen Freundin Gemma. Max möchte als Mädchen behandelt werden, obwohl sie als Junge geboren wurde. An Max’ erstem Tag auf der High School, an der sie widerwillig ihre Jungen-Uniform tragen muss, nässt sie sich ein, da ihr der Besuch der Mädchentoilette nicht gestattet wird und sie nicht auf die andere Toilette gehen will. Zuhause hilft Lily Vicky, sich auf eine Verabredung vorzubereiten, Max will ihre Mutter überreden, sich stattdessen mit Stephen zu treffen. Kurz bevor Vicky geht, bemerkt Lily, dass sich Max die Pulsadern aufgeschnitten hat. Im Krankenhaus bittet Max Stephen, wieder bei ihnen einzuziehen. Vicky und Stephen erklären gegenüber einem Psychiater, dass Max bereits seit ihrem fünften Lebensjahr nur Mädchenkleidung anziehen wollte, weswegen sie an Ferrybank verwiesen werden, eine Beratungsstelle bei Fragen zur Geschlechtsidentität. Stephen sagt später, dass er seinen „Sohn in Ordnung bringen“ wolle, weswegen Vicky ihm zögerlich erlaubt, wieder bei ihr zu wohnen, worauf hin er sich von Gemma trennt. In einer Rückblende wird gezeigt, wie Stephen Max ohrfeigt, weil diese sich in seinen Augen zu feminin verhält. Wieder zuhause sieht sich Max eine Dokumentation über trans Personen an und geht anschließend mit Lily und ihren Freunden tanzen. Danach wird Max von einigen Schülern schikaniert, Lily kann die Situation aber entschärfen. Am Ende der Folge verkündet Lily, dass Max eine Schuluniform für Mädchen gekauft hat und fortan Maxine genannt werden möchte. |                 |               |                     |                                       |               |               |
| 2 | Folge 2         | Episode 2     | 21. Okt. 2018       | 28. Jan. 2020                         | Anthony Byrne | Tony Marchant |
| Vicky und Stephen gehen zu einem Treffen der Wohltätigkeitsorganisation Mermaids, die sich vor allem für Minderjährige einsetzt, die sich als trans identifizieren. Später erzählt Maxine ihrem Vater, dass sie belästigt und bedroht wurde, weswegen er ihren Peinigern zu Vickys Empörung mit Gewaltanwendung droht. Als Maxine eine halbe Stunde auf der Toilette verbringt, bricht Stephen die Tür auf. Dort sehen er, Vicky und Lily, wie Maxine eine Glasscherbe in der Hand hält und sich über ihren Penis beklagt. Am Folgetag reden Maxine und ihre Eltern mit einem Mitarbeiter der Schule, der Maxine zunächst ausdrücklich vor der Dauerhaftigkeit einer eventuellen neuen, weiblichen Identität warnt und anschließend ein Schreiben für Maxines Jahrgang verfasst, in dem die Schüler über ihren neuen Vornamen informiert werden. In der Schule verabredet sich Lily mit einem Freund, während Maxine sich mit Molly anfreundet, die sich ebenfalls selbst verletzt hat. Unterdessen wird Vicky von ihrer Mutter Barbara heftig kritisiert, da sie es Maxine erlaubt, sich als Mädchen zu präsentieren. Später gehen Maxine und ihre Eltern zu Ferrybank. Dort erklärt ihnen ein Angestellter, dass Maxine keine Testosteron-Blocker erhalten wird, worauf er von Vicky angeschrien wird. Stephen bespricht sich mit Gemma und fragt sie nach ihrer Meinung, während sich Vicky unter einem Vorwand von Barbara Geld leiht. Sie fliegt mit Maxine in die Vereinigten Staaten, damit diese dort die Medikamente erhält. |                 |               |                     |                                       |               |               |
| 3 | Folge 3         | Episode 3     | 28. Okt. 2018       | 4. Feb. 2020                          | Anthony Byrne | Tony Marchant |
| Stephen realisiert, dass Vicky und Maxine das Land verlassen haben, was Barbara wütend zurücklässt, da Vicky behauptet hatte, dass das Geld für ihr Geschäft gedacht sei. In Boston wird Maxine einigen medizinischen Untersuchungen unterzogen, um sie auf die Einnahme der Testosteron-Blocker vorzubereiten. Die Ärzte sagen ihr, dass sie nach einer Weile für weitere Untersuchungen erneut nach Boston kommen werden muss. Im Vereinigten Königreich beklagt sich Lily gegenüber Stephen, dass sie sich vernachlässigt fühle, und zieht deswegen vorübergehend bei ihrer Großmutter ein. Stephen zeigt Vicky daraufhin bei der Polizei an, als sie und Maxine nach Hause kommen, wird sie verhaftet, während Maxine von Polizisten befragt wird. Die Familie gerät deswegen in Streit, weswegen Stephen zu seinem Vater Peter zieht. Gemma kann ihn dazu bringen, die Anzeige gegen Vicky zurückzuziehen, das Verhältnis zwischen ihm und seiner Frau ist jedoch immer noch angespannt. Ein Familiengericht ordnet deshalb eine Untersuchung durch einen Mitarbeiter des Jugendamts an, der beurteilen soll, ob es Maxine bei ihrer Familie gut geht. Vicky wird bei dem Besuch gereizt und verrät gegenüber dem Mitarbeiter, dass Stephen Maxine geohrfeigt hat. Danach entschuldigt sie sich bei Barbara für ihr Verhalten und erfährt, dass ihre Mutter gegenüber dem Mitarbeiter ein gutes Wort für sie eingelegt hat. Danach entschuldigt sie sich für ihre Vernachlässigung bei Vicky und lernt Gemma kennen, während Maxine Molly im Krankenhaus besucht. Nachdem sie zurückkommt, eröffnen ihr Vicky und Stephen, dass sie nicht mehr nach Boston gehen kann. Nach einem Gespräch mit dem Mitarbeiter des Jugendamts erhalten sie einen Termin, bei dem es Maxine schließlich genehmigt wird, die Testosteron-Blocker zu nehmen. |                 |               |                     |                                       |               |               |

## Rezeption
In der Internet Movie Database erhielt die Serie eine Bewertung von 6,3 aus zehn Sternen basierend auf 1473 abgegebenen Stimmen. Auf Rotten Tomatoes betrug die Kritikerwertung 93 Prozent, der Zuschauer-Wert 60 Prozent.
Sean O’Grady vom Independent bewertete die Serie mit vier von fünf Sternen. Sie sei „unglaublich berührend“, dabei hob er vor allem die Darstellung des Hauptdarstellers Callum Booth-Ford hervor. Er beschrieb Butterfly als „bahnbrechende ITV-Produktion“, als Beispiel hierfür führte er unter anderen eine Szene an, in der Lily Maxine als ihre Schwester bezeichnet.
Von Lucy Mangan erhielt die Serie im Guardian ebenfalls vier von fünf Sternen. Die Produktion sei „wunderbar zärtlich“, die Figuren würden durch „einheitlich brillante Darstellungen vollständig verwirklicht“.
Gabriel Tate bewertete die Serie im Daily Telegraph mit drei von fünf Sternen. Sie sei zwar „fesselnd“ und ein „fein justierter Widerstand gegen faule Vorurteile“. Allerdings kritisierte Tate Klischees in der Handlung, auch wirkten einige Passagen wie ein „öffentlicher Aufklärungsfilm“, zudem würde Alison Steadman in ihrer Rolle den Text „herunterleiern“.
Die Geschlechtsidentität-Abteilung des National Health Service kritisierte die Sequenz, in der die Hauptfigur einen Suizidversuch unternimmt. Diese sei „nicht hilfreich“, da sich Elfjährige sehr selten unter Überlebenden von versuchten Selbstmorden befinden würden, zudem hätten nicht einmal ein Prozent der Patienten der Abteilung versucht, sich das Leben zu nehmen, weswegen die Szene unrealistisch sei. ITV kommentierte, die Serie sei die „fiktive Geschichte einer einzelnen Familie“. Laut einem Bericht der Sunday Times hätten Produzenten des Programms die Klinik zu Recherchezwecken aufgesucht, die Zusammenarbeit aber aufgrund von „Differenzen“ beendet.